# Краснослободское
Краснослобо́дское — село в Слободо-Туринском муниципальном районе Свердловской области. Входит в состав Усть-Ницинского сельского поселения. Ранее было центром 
Краснослободской волости.

## Географическое положение
Село Краснослободское муниципального образования «Слободо-Туринский район» Свердловской области расположено на правом берегу реки Ница (правый приток реки Тура). В окрестности села, в 2 километрах проходит автотрасса Байкалово — Туринская Слобода. Расстояние до областного центра, города Екатеринбурга — 300 километров, до районного центра (село Туринская слобода) — 15 километров к югу-юго-западу, до ближайшей железнодорожной станции (в городе Тюмень) — 80 километров. Село расположено между двумя притоками Кандобою и Влуком реки Ница, в возвышенной местности.
В нескольких километрах от села Краснослободское протекает речка Межница. Название реки происходит от слова Межа — граница земельных участков. Река служила границей территории двух смежных губерний — Тобольской и Пермской.
И была Межница на протяжении ста лет российской истории границей Урала и Сибири. При этом обитатели левого и правого берегов отличались не только названием. Так, лесники, жившие на разных берегах Межницы и приветствовавшие друг друга через речку, не напрягая голоса, имели и разное довольствие. Сибиряку платили не только повышенное жалованье, ему уже были положены и казённый тулуп, и валенки, и меховые рукавицы.

## История села
Из приведённых в книге «История Сибири» Г. Ф. Миллера  документов следует, что поселение было основано в 1624 году по приказу Тобольского воеводы, князя Юрия Сулешева-Черкасского, тюменским боярским сыном Степаном Молчановым. Поселение первоначально называлось Ницинская слобода. В 1627 году, после основания в верховьях реки Ницы ещё одной слободы, названной также Ницинской (Верх-Ницинская слобода), эта была переименована в Нижне-Ницинскую слободу. Через некоторое время в официальных документах о ней стали писать как о Красной Слободе. Вот чем объясняет такую метаморфозу Г. Ф. Миллер: 
Местоположение слободы чрезвычайно красиво и приятно: нельзя представить себе более плодородного места. Оно и считается таким во всей Сибири.
Красная Слобода была обнесена укреплениями в виде земляного вала вышиной до 1 ½ аршины, после чего стала называться Краснослободским острогом, в XVIII веке стало центром дистрикта, с 1775 года — центром волости Ирбитского уезда в составе Пермской губернии. Слобода принадлежала к числу пашенных, а не оброчных. Крестьяне слободы были на десятинной государевой пашне, за полученные наделы пашенной земли не платили денежного оброка, а были обязаны сеять для казны каждый домохозяин по 2 десятины ржи и столько-же ярового. Собранный с казенной пашни хлеб сдавался в государевы житницы, перепалывался на государственных мельницах, а весною сплавлялся на дощаниках в Тобольск и другие низовые Сибирские города на продовольствие служилых людей.
В 1741 году в слободе дважды побывал академик И. Г. Гмелин, который оставил очень подробное описание своего путешествия. Он особо выделил Красную Слободу:
«Эта слобода на бумагах называлась Краснослободским острогом. Острог тот со стороны поля выстроен, похож на деревянную крепость из лежащих брёвен, а с трёх сторон окружен только палисадом… В остроге помещаются также ветхая канцелярия и 20 хлебных магазинов. Вне острога находится управленческий дом и 118 дворов жителей слободы… Управитель здесь немец, полковник Вейдинг, который до того находился адъютантом при фельдмаршале Долгорукове…»
В 1749—1782 годах в Красной Слободе существовало Духовное Правление, состоявшее в ведении Тобольской Консистории. Многие церкви в окрестности были заложены и освящены закащиками Краснослободского Духовного Правления по благословению Тобольских Владык.
Во время пугачёвского восстания крепостной гарнизон сыграл значительную роль в его подавлении. В рапорте губернатора Сибирского царства, генерал-поручика Чичерина Д. И. от 13 марта 1774 из Тобольска:

«Белослуцкая приписная к заводам слобода (в 50 в. от Краснослободска) соединясь с партией злодеев, пошла к Краснослободску, но управитель той слободы подпоручик и сибирский дворянин Иван Фефилов их разбил, взяв артиллерию и письменные дела, из коих оказались главными возмутителями тех слобод священники.»

В 1800 году Красная Слобода была причислена к селениям Пермской губернии и епархии, а с 1885 года состоит в числе приходов Екатеринбургской епархии. В XIX—XX веках в состав Краснослободского прихода входили 11 деревень: Фефиловка, Репина, Мельничная, Голякова, Зуева, Замотаева, Ермакова, Антропова, Шанаурина, Дуганова и Мизинка.
Село было торговым, в год проходило три ярмарки: Крещенская, Ильинская и Екатерининская. В Красной Слободе работал также стекольный завод, население занималось кустарными промыслами. В XIX веке и в начале XX века сельчани занимались хлебопашеством, гончарным и кирпичным производством, а также извозным промыслом, особенно во время Ирбитской ярмарки.
Село входит в состав Усть-Ницинского сельского поселения.

### Стефановская кладбищенская церковь
В 1880 году была построена каменная, однопрестольная кладбищенская церковь, которая была освящена во имя святого Стефана, епископа Великопермского 20 июля 1882 года. Для помещения причта имеются три церковных дома. Церковь была закрыта в 1930-е годы.

### Богоявленская церковь
Первая церковь в селе была деревянной с колокольней, затем была перестроена на средства прихожан в каменную двухэтажную церковь с такой же колокольней. Главный храм был освящён во имя Богоявления Господня, придельный южный Благовещенский и северный Екатерининский храм были построены в 1753 году, а освящены в 1761 году по грамоте Тобольского митрополита Павла от 15 Ноября 1761 года. В Екатерининском храме антиминс, освященный в 1759 году митрополитом Павлом. На иконе храмового праздника сохранилась надпись: «малевал в 1766 году Григорий Мисалов Августа 9 дня». Третий придельный храм был освящён во имя святого пророка Илии находился во 2 этаже, был построен на месте упраздненной колокольни в 1823 году и в следующем 1824 году был освящен. В 1846 году все придельные храмы были отремонтированы и затем освящены — Ильинский придел в 1846 году, а Благовещенский и Екатерининский в следующем в 1847 году. Каменная колокольня была построена в 1836—1838 годах. В 1832 году была построена деревянная церковная ограда, а в 1862 году была перестроена в каменную. В 1853 году храм был капитально отремонтирован и вновь освящен.
В 1904 году в честь Богоявления Господня была заложена каменная, двуэтажная, трёхпрестольная церковь. Правый придел во имя пророка Илии, левый придел во имя великомученицы Екатерины. Церковь была закрыта в 1930 году.

### Красносельский Введенский женский монастырь
В 3 километрах от села (на территории современного посёлка Рассвет) в честь Введения во храм Пресвятой Богородицы 25 сентября 1888 года была заложена однопрестольная церковь на пожертвования томского городского головы, купца 1-й гильдии П. В. Михайлова. Церковь была освящена 9 июня 1893 года. Высота колокольни была 59 метров. Введенский женский монастырь был образован 15 июля 1899 года из женской общины, основанной в 1875 году. В монастыре располагался детский приют и церковноприходская школа. Монастырь был закрыт в 1924 году. Приходская церковь была закрыта в 1930 году, а потом снесена, а в настоящее время начало восстановление.

## Школа
В селе в 1873 году было устроено начальное народное училище. В настоящее время — МКОУ Краснослободская СОШ

## Население
По сведениям 1869 года в Краснослободском было 1251 жителей (в том числе 533 мужского и 718 женского пола).

| 2002 | 2010 | 2021 |
| ---- | ---- | ---- |
| 882  | ↘720 | ↘574 |

## Известные люди
- Священномученик Стефан (Хитров) — святой Русской православной церкви, служил в Богоявленском храме села в 1918—1920 годах, расстрелян по обвинению в контрреволюционной деятельности, реабилитирован в 1992 году, причислен к лику святых в 2002 году[10]
- Попков Федор Спиридонович — участник Великой Отечественной войны, герой Советского Союза.
- Михайлов К. Д. — заведующий Краснослободской участковой больницей, основатель династии врачей, которая продолжается и по сей день, за труд был удостоен ордена Ленина.
- Михайлов А. К. — директор Краснослободской СОШ, участник ВОВ, учитель истории, основатель школьного краеведческого музея, кавалер ордена «Знак Почета», отличник народного образования.
- Михайлов М. К. — заведующий Краснослободской участковой больницей, фельдшер, участник финской войны, Великой Отечественной, войны с Японией.
- Михайлова(Сычева) Е. Г. — заслуженный врач РСФСР.
- Лушников Ф. Н. — управляющий Ивановским отделением колхоза «Урал», Герой Социалистического Труда.
- Голодков С. А. — учитель истории Краснослободской СОШ, сооснователь школьного музея, почетный гражданин Слободо-Туринского района[11].
- Полозова Г. Е. — мастер машинного доения колхоза «Урал», заслуженный работник сельского хозяйства РФ.